# Татауин (област)
Татауин (на арабски: ولاية تطاوين‎) е една от 24-те области (вилаети) на Тунис. Разположена е в южната част на страната и граничи с Алжир и Либия. Площта на областта е 38 839 км², а населението е около 144 000 души (2004). Столица е град Татауин.